# Lolita (mode)
 For alternative betydninger, se Lolita (flertydig). (Se også artikler, som begynder med Lolita)
Lolita er en mode-stil og ungdomskultur, som opstod i Japan, i rigmandskvarteret Harajuku i Tokyo. Lolita har inspireret til flere outfits til karakterer i både manga, anime og flere liveactionfilm, men disse kan oftest ikke benyttes som faktuelt materiale om lolita-moden, eller kulturen. Stilen går ud på at bringe historisk elegance tilbage fra bl.a. den victorianske æra, og nogle gange 50'erne. Dens budskab er for mange elegance, opmærksomhed omkring detaljer og uskyld.
Lolita stilen, eller ungdomskulturen, har kun navnet tilfælles med Vladimir Nabokovs roman Lolita. Romanens navn blev misbrugt til en serie af korte pornografiske tegnefilm (Hentai), hvori der optræder piger i japanske skoleuniformer. Disse piger blev genbrugt i mange andre sammenhænge, hvor de ikke var skolepiger, men stadigt bar skoleuniform for ikonografisk at vise deres ungdommelighed, og navnet hang derfor ved. Sailor Moon er et eksempel en sådan serie.
Den japanske skoleuniform findes i forskellige udgaver. Men pigernes farver er typisk blå og hvid, skørtet kort med folder og bruges sammen med hvide knæ-strømper og langærmet bluse.
En sjælden fin type skoleuniform er marine-uniformer til drengene og pigerne, blot med den forskel at drengene bar bukser og pigerne nederdele. Dette er også inspiration til en lolita-stil kaldet "Sailor Lolita". Det er dog, på trods inspirationen fra skoleuniformerne til lolita vigtigt at understrege at formålet med lolita og sailor lolita ikke er erotisk.
De meste kendte lolita mode-genrer er:
- Gothic Lolita den mere gotiske stil, hvor sort er en meget dominerende farve, i kombination med rød, blå og lign. Gotiske symboler som flagermus er almindelige.
- Sweet Lolita den søde og pigede stil, især kendetegnet ved lyse pastelfarver og/eller print med slik, legetøj og lign.
- Classic Lolita, Den raffinerede, elegante og mere voksne stil hvor jordfarver, bløde farver og mørkere nuancer dominerer.

Andre almindelige typer er:
- Punk
- Aristocrat
- Boystyle
- Kuro/Shiro
- Hime
- Ero
- Country
- Sailor
- Waloli/Qiloli
- Guro
- Pirate
- Old School
- Bitter/sweet

## Lolita-modens kendetegn
Lolita som stil har flere grundregler, som definerer, hvorvidt et outfit er lolita. Disse er et knælangt skørt, et "One piece"(En kjole med ærmer,) eller et "jumper skirt" (En ærmeløs kjole). Det vigtigste er, at disse går til knæet, lige over eller under, og har den rigtige form, klokke-formen, eller A-line formen, som opnås ved brug af et underskørt i f.eks. tyld, eller organza. Et lolita outfit skal helst være god kvalitet, og ofte er de fyldt med detaljer i form af f.eks. knapper, blonder og flæser. Knæstrømper er også et vigtigt element for lolitaer. Strømper der går til lige under knæet, eller lige over knæet, er mest populære. Bare ben er generelt ilde set. Lige som benene er det vigtigt, at dække skuldrene til i form af skjorter, eller cardiganer. I alt andet end casual lolita er det typisk, at man gør brug af langærmede, eller kort-ærmede, skjorter med høj-halsede, eller "peter pan kraver". Sko ses helst som værende gammeldags, og den mest typiske sko-type er Mary Janes, eller Rocking Horse. Hårpynt i form af sløjfer, eller et "head dress" er et ret vigtigt must, medmindre man kan sætte sit hår i en interessant og elegant frisure. Parykker er igennem det sidste stykke tid blevet populære, og for Sweet Lolita er disse ofte i unaturlige farver.

## I populærkultur
Lolita moden har som tidligere beskrevet inspireret flere animé og manga karakteres outfits. Af serier hvor der optræder en lolita inspireret karakter kan nævnes bl.a. Rozen Maiden og Death Note. Ofte følger disse karakteres påklædning dog ikke reglerne for hvordan en lolita bør gå klædt, bl.a. indenfor tildækkethed.
Filmen og bogen Kamikaze Girls er en yderst velkendt film i lolita subkulturen på grund af hovedpersonen Momoko, en lolita der går i tøj fra det virkelige brand Baby, The Stars Shine Bright. Kamikaze Girls findes også i manga form.

## Bøger
- Gothic and Lolita; 2007. Masayuki Yoshinaga; Katsuhiko Ishikawa. En fotobog på engelsk.
- Gothic & Lolita Bible, et tidskrift som udkommer på engelsk (fra 2008) og japansk (fra 2001).
- Gothic Lolita Punk: Draw Like the Hottest Japanese Artists (ISBN 0061149950 / 0-06-114995-0) Komanoya, Rico

| Mode | Spire Denne artikel om mode er en spire som bør udbygges. Du er velkommen til at hjælpe Wikipedia ved at udvide den. |